# جمار الحرب (كتاب)
«جمار الحرب: سقوط إمبراطورية وصنع فيتنام الأمريكية» (بالإنجليزية: Embers of War: The Fall of an Empire and the Making of America's Vietnam )‏ هو كتاب نُشر عام 2012 لمؤرخ جامعة كورنيل فريدريك لوجيفال، وقد حاز الكتاب على جائزة بوليتزر عن فئة الأعمال التاريخية لعام 2013، كما حاز على الجائزة الافتتاحية للمكتبة الأمريكية في باريس وجائزة آرثر روس للكتاب لعام 2013 وكان حائزًا على المركز الثاني لجائزة كونديل.
ويغطي الكتاب تمامًا حرب فيتنام من مؤتمر فرساي للسلام عام 1919 وحتى عام 1959 عندما قُتلت أول مجموعة من الجنود الأمريكان في كمين بالقرب من سايغون في فيتنام، مع التركيز على حرب الهند الصينية بين فرنسا وفيت مين.